# 鄭吉甫
鄭吉甫（1494年—？），字希憲，號敬庵，河南省汝寧府信陽州羅山縣人，軍籍，治《春秋》，明朝政治人物。

## 生平
國子生，嘉靖四年（1525年）乙酉科河南鄉試第三十名舉人，年三十九歲中式嘉靖十一年（1532年）壬辰科會試第七十七名，廷試第三甲第八名進士。觀兵部政。授行人，卒。

## 家族
曾祖鄭文斌，兵馬；祖鄭紀；父鄭洪，義官。前母趙氏、瞿氏；母尚氏。慈侍下。兄重，弟光甫；行甫。